# 恋爱的犀牛
《恋爱的犀牛》（Rhinoceros in Love）是孟京辉导演的小剧场代表作之一,在中国大陆创下小剧场话剧的演出纪录”。
1999年于北京第一次公演，2003年北京、上海、深圳、韩国公演，广受好评，2004年9月11日-25日再次于北京首都剧场公演。至今，该剧已经上演了五个版本，接演该剧而逐渐走红的演员也不在少数。据官方统计，至2012年8月，该剧的累计上演场次已达到1000场。

## 主创
编剧：廖一梅

导演：孟京辉

作曲：张广天

灯光设计：第二版：谭韶远 第四版：邓文 第五版：王琦

舞美设计：第一版：赵海 第二至五版：张武

现场演奏：第一版：于江楹 第四、五版：张玮玮、郭龙

## 剧情简介
动物园犀牛饲养员马路疯狂地爱上了他的女邻居明明，为了得到明明，马路想尽了各种办法。但是明明依旧不爱马路，因为她的心里一直被一个叫陈飞的男人填满着，而这个陈飞也从来没爱过明明。最后，马路以爱情的名义绑架了明明，将他饲养的犀牛杀死。

## 演出历史及演员更迭
| 版本   | 场次 | 首场日期 | 尾场日期 | 演出地点 | 备注（除特别标注，每日仅演一场，且均为19:30开场） |
| ------ | --- | --- | --- | --- | --- |
| 第一版 | 郭涛饰马路 吴越饰明明 杨婷饰红红 李乃文饰牙刷 李枚饰莉莉 廖凡饰经纪人 唐旭饰黑子 靳志刚饰恋爱教授 齐志饰大仙                  | 郭涛饰马路 吴越饰明明 杨婷饰红红 李乃文饰牙刷 李枚饰莉莉 廖凡饰经纪人 唐旭饰黑子 靳志刚饰恋爱教授 齐志饰大仙           | 郭涛饰马路 吴越饰明明 杨婷饰红红 李乃文饰牙刷 李枚饰莉莉 廖凡饰经纪人 唐旭饰黑子 靳志刚饰恋爱教授 齐志饰大仙           | 郭涛饰马路 吴越饰明明 杨婷饰红红 李乃文饰牙刷 李枚饰莉莉 廖凡饰经纪人 唐旭饰黑子 靳志刚饰恋爱教授 齐志饰大仙           | 郭涛饰马路 吴越饰明明 杨婷饰红红 李乃文饰牙刷 李枚饰莉莉 廖凡饰经纪人 唐旭饰黑子 靳志刚饰恋爱教授 齐志饰大仙 |
| 第一版 | 1-8 | 1999年6月7日 | 1999年6月14日 | 中国青年艺术剧院青艺小剧场                                                                                             | |
| 第一版 | 9-40 | 1999年6月28日 | 1999年8月2日 | 中国青年艺术剧院青艺小剧场                                                                                             | 除8月2日之前的周一 |
| 第二版 | 段奕宏饰马路 郝蕾饰明明 杨婷饰红红 李乃文饰牙刷 赵红薇饰莉莉 刘晓晔饰经纪人 王泷正饰黑子 宋柳饰恋爱教授 周晓滨饰大仙          | 段奕宏饰马路 郝蕾饰明明 杨婷饰红红 李乃文饰牙刷 赵红薇饰莉莉 刘晓晔饰经纪人 王泷正饰黑子 宋柳饰恋爱教授 周晓滨饰大仙   | 段奕宏饰马路 郝蕾饰明明 杨婷饰红红 李乃文饰牙刷 赵红薇饰莉莉 刘晓晔饰经纪人 王泷正饰黑子 宋柳饰恋爱教授 周晓滨饰大仙   | 段奕宏饰马路 郝蕾饰明明 杨婷饰红红 李乃文饰牙刷 赵红薇饰莉莉 刘晓晔饰经纪人 王泷正饰黑子 宋柳饰恋爱教授 周晓滨饰大仙   | 段奕宏饰马路 郝蕾饰明明 杨婷饰红红 李乃文饰牙刷 赵红薇饰莉莉 刘晓晔饰经纪人 王泷正饰黑子 宋柳饰恋爱教授 周晓滨饰大仙 |
| 第二版 | 41-45 | 2003年10月3日 | 2003年10月5日 | 上海话剧艺术中心艺术剧院                                                                                               | |
| 第二版 | 46-78 | 2003年10月9日 | 2003年11月3日 | 北京人艺小剧场 | 19:15开场；郭涛、吴越、廖凡参与10月13日场次的谢幕 |
| 第二版 | 79-80 | 2003年11月14日 | 2003年11月15日 | 深圳大剧院 | |
| 第二版 | 81-83 | 2003年12月9日 | 2003年12月11日 | 韩国首尔文化日报公馆（문화일보홀）                                                                                     | 受Next Wave 2003——亚洲世纪戏剧节（Next Wave 2003 -아시아 신세기 연극 열전）邀请 |
| 第三版 | 段奕宏饰马路 王柠饰明明 杨婷饰红红 李乃文饰牙刷 赵红薇饰莉莉 刘晓晔饰经纪人 王泷正饰黑子 宋柳饰恋爱教授 张懿曼饰大仙          | 段奕宏饰马路 王柠饰明明 杨婷饰红红 李乃文饰牙刷 赵红薇饰莉莉 刘晓晔饰经纪人 王泷正饰黑子 宋柳饰恋爱教授 张懿曼饰大仙   | 段奕宏饰马路 王柠饰明明 杨婷饰红红 李乃文饰牙刷 赵红薇饰莉莉 刘晓晔饰经纪人 王泷正饰黑子 宋柳饰恋爱教授 张懿曼饰大仙   | 段奕宏饰马路 王柠饰明明 杨婷饰红红 李乃文饰牙刷 赵红薇饰莉莉 刘晓晔饰经纪人 王泷正饰黑子 宋柳饰恋爱教授 张懿曼饰大仙   | 段奕宏饰马路 王柠饰明明 杨婷饰红红 李乃文饰牙刷 赵红薇饰莉莉 刘晓晔饰经纪人 王泷正饰黑子 宋柳饰恋爱教授 张懿曼饰大仙 |
| 第三版 | 84-93 | 2004年9月11日 | 2004年9月25日 | 北京首都剧场 | |
| 第三版 | 94-100 | 2004年10月4日 | 2004年10月9日 | 北京师范大学艺术楼北国剧场                                                                                             | |
| 第四版 | 张念骅饰马路 齐溪饰明明 张紫淇饰红红 寇智国饰牙刷 黄湘丽饰莉莉 赵红薇饰经纪人 刘畅饰黑子 王予鑫饰恋爱教授 王泷正饰大仙        | 张念骅饰马路 齐溪饰明明 张紫淇饰红红 寇智国饰牙刷 黄湘丽饰莉莉 赵红薇饰经纪人 刘畅饰黑子 王予鑫饰恋爱教授 王泷正饰大仙 | 张念骅饰马路 齐溪饰明明 张紫淇饰红红 寇智国饰牙刷 黄湘丽饰莉莉 赵红薇饰经纪人 刘畅饰黑子 王予鑫饰恋爱教授 王泷正饰大仙 | 张念骅饰马路 齐溪饰明明 张紫淇饰红红 寇智国饰牙刷 黄湘丽饰莉莉 赵红薇饰经纪人 刘畅饰黑子 王予鑫饰恋爱教授 王泷正饰大仙 | 张念骅饰马路 齐溪饰明明 张紫淇饰红红 寇智国饰牙刷 黄湘丽饰莉莉 赵红薇饰经纪人 刘畅饰黑子 王予鑫饰恋爱教授 王泷正饰大仙 |
| 第四版 | 101-107 | 2008年6月9日 | 2008年6月15日 | 北京蜂巢剧场 | 蜂巢剧场开门戏 |
| 第四版 | 108-119 | 2008年6月17日 | 2008年6月29日 | 北京蜂巢剧场 | 除周一 |
| 第四版 | 120-125 | 2008年7月1日 | 2008年7月6日 | 上海话剧艺术中心艺术剧院                                                                                               | |
| 第四版 | 126-150 | 2008年7月10日 | 2008年8月3日 | 北京蜂巢剧场 | |
| 第四版 | 151-165 | 2008年8月29日 | 2008年9月14日 | 上海大剧院中剧场 | 除周一 |
| 第四版 | 166-175 | 2008年9月26日 | 2008年10月5日 | 北京蜂巢剧场 | |
| 第四版 | 176-199 | 2008年10月7日 | 2008年11月2日 | 北京蜂巢剧场 | 除周一 |
| 第四版 | 200-239 | 2008年11月20日 | 2009年1月4日 | 北京蜂巢剧场 | 除周一；200场纪念 |
| 第四版 | 240-251 | 2009年2月12日 | 2009年2月21日 | 国家大剧院戏剧场 | |
| 第四版 | 252-263 | 2009年3月10日 | 2009年3月22日 | 上海大剧院中剧场 | 除周一 |
| 第四版 | 264-266 | 2009年3月27日 | 2009年3月29日 | 杭州大剧院 | |
| 第四版 | 267-271 | 2009年4月3日 | 2009年4月7日 | 深圳少年宫剧场 | |
| 第四版 | 272 | 2009年4月9日 | 2009年4月9日 | 珠海大会堂 | |
| 第四版 | 273-274 | 2009年4月11日 | 2009年4月12日 | 广州黄花岗剧院 | |
| 第四版 | 275-276 | 2009年4月13日 | 2009年4月14日 | 湖北剧院（武汉） | |
| 第四版 | 277-278 | 2009年4月17日 | 2009年4月18日 | 福州大戏院 | |
| 第四版 | 279-280 | 2009年4月23日 | 2009年4月24日 | 四川省锦城艺术宫（成都）                                                                                               | |
| 第四版 | 281 | 2009年4月25日 | 2009年4月25日 | 重庆市人民大厦 | |
| 第四版 | 282-283 | 2009年4月29日 | 2009年4月30日 | 湖南大剧院（长沙） | |
| 第四版 | 284-285 | 2009年5月3日 | 2009年5月4日 | 天津大剧院 | |
| 第四版 | 286-295 | 2009年5月7日 | 2009年5月17日 | 北京蜂巢剧场 | 除周一 |
| 第四版 | 296-306 | 2009年5月20日 | 2009年5月31日 | 上海商城剧院 | 除周一；郭涛、吴越、杨婷、李乃文、廖凡、段奕宏和王柠加盟首演 |
| 第四版 | 307-323 | 2009年6月17日 | 2009年7月5日 | 北京蜂巢剧场 | 除周一 |
| 第四版 | 324-325 | 2009年7月10日 | 2009年7月11日 | 大连开发区大剧院 | |
| 第四版 | 326-334 | 2009年7月30日 | 2009年8月9日 | 北京蜂巢剧场 | 除周一 |
| 第四版 | 335-340 | 2009年8月25日 | 2009年8月30日 | 北京蜂巢剧场 | |
| 第四版 | 341-345 | 2009年9月2日 | 2009年9月6日 | 上海大剧院中剧场 | |
| 第四版 | 346-350 | 2009年9月9日 | 2009年9月13日 | 上海大剧院中剧场 | |
| 第四版 | 351 | 2009年9月18日 | 2009年9月18日 | 绍兴大剧院 | |
| 第四版 | 352-353 | 2009年9月22日 | 2009年9月23日 | 宁波大剧院 | |
| 第四版 | 354-357 | 2009年9月25日 | 2009年9月28日 | 南京江南631牛达剧场 | |
| 第四版 | 358-359 | 2009年9月30日 | 2009年10月1日 | 杭州大剧院 | |
| 第四版 | 360-361 | 2009年10月5日 | 2009年10月6日 | 苏州科文中心 | |
| 第四版 | 362 | 2009年10月11日 | 2009年10月11日 | 重庆洪崖洞巴渝剧院 | |
| 第四版 | 363-366 | 2009年10月15日 | 2009年10月18日 | 北京大学百周年纪念讲堂观众厅                                                                                           | 10月15日为加演 |
| 第四版 | 367-382 | 2009年10月22日 | 2009年11月8日 | 北京蜂巢剧场 | 除周一 |
| 第四版 | 383 | 2009年11月15日 | 2009年11月15日 | 嘉兴大剧院 | |
| 第四版 | 384-386 | 2009年12月4日 | 2009年12月6日 | 北京天桥剧场 | |
| 第四版 | 387-408 | 2009年12月10日 | 2010年1月3日 | 北京蜂巢剧场 | 除周一 |
| 第四版 | 409-410 | 2010年1月8日 | 2010年1月9日 | 广州黄花岗剧院 | |
| 第四版 | 411-412 | 2010年1月12日 | 2010年1月13日 | 深圳少年宫剧场 | |
| 第四版 | 413-414 | 2010年1月16日 | 2010年1月17日 | 温州东南剧院 | |
| 第四版 | 415 | 2010年1月22日 | 2010年1月22日 | 大连人民文化俱乐部 | |
| 第四版 | 416-427 | 2010年1月27日 | 2010年2月7日 | 国家大剧院小剧场 | |
| 第四版 | 张念骅饰马路 齐溪饰明明 张紫淇饰红红 寇智国饰牙刷 黄湘丽饰莉莉 赵红薇饰经纪人 刘畅饰黑子 冯起龙饰恋爱教授 王泷正饰大仙        | | | | |
| 第四版 | 428-443 | 2010年6月17日 | 2010年7月4日 | 北京蜂巢剧场 | 除周一 |
| 第四版 | 444-447 | 2010年8月26日 | 2010年8月29日 | 上海大剧院中剧场 | |
| 第四版 | 448-451 | 2010年9月1日 | 2010年9月4日 | 上海大剧院中剧场 | |
| 第四版 | 452-453 | 2010年9月17日 | 2010年9月18日 | 广州白云国际会议中心岭南大会堂                                                                                         | |
| 第四版 | 454-455 | 2010年9月21日 | 2010年9月22日 | 深圳华夏艺术中心 | |
| 第四版 | 456-472 | 2010年10月13日 | 2010年10月31日 | 北京蜂巢剧场 | 除周一 |
| 第四版 | 473-474 | 2010年11月12日 | 2010年11月13日 | 青岛大剧院 | |
| 第四版 | 475-486 | 2010年11月16日 | 2010年11月28日 | 国家大剧院小剧场 | 除周一；官方宣布为500场纪念 |
| 第四版 | 487 | 2010年11月30日 | 2010年11月30日 | 保定大剧院 | |
| 第四版 | 488-492 | 2010年12月1日 | 2010年12月5日 | 北京蜂巢剧场 | |
| 第四版 | 493 | 2010年12月6日 | 2010年12月6日 | 吉林省宾馆大剧场（长春）                                                                                               | |
| 第四版 | 494-498 | 2010年12月8日 | 2010年12月12日 | 北京蜂巢剧场 | |
| 第四版 | 499 | 2010年12月13日 | 2010年12月13日 | 包头神华剧场 | |
| 第四版 | 500-504 | 2010年12月15日 | 2010年12月19日 | 北京蜂巢剧场 | |
| 第四版 | 505 | 2010年12月21日 | 2010年12月21日 | 湖南大剧院（长沙） | |
| 第四版 | 506 | 2010年12月27日 | 2010年12月27日 | 厦门莲花影剧院 | |
| 第四版 | 507 | 2010年12月31日 | 2010年12月31日 | 佛山南海影剧院 | |
| 第四版 | 508-509 | 2011年1月3日 | 2011年1月4日 | 海南歌舞剧院（海口）                                                                                                   | |
| 第四版 | 510-511 | 2011年1月14日 | 2011年1月15日 | 天津滨湖剧院 | |
| 第四版 | 512-513 | 2011年2月11日 | 2011年2月14日 | 国家大剧院戏剧场 | |
| 第四版 | 516-532 | 2011年8月10日 | 2011年8月28日 | 北京蜂巢剧场 | 除周一 |
| 第四版 | 535-537 | 2011年8月31日 | 2011年9月4日 | 上海大剧院中剧场 | |
| 第四版 | 538-540 | 2011年9月15日 | 2011年9月17日 | 澳大利亚阿德莱德女王陛下剧院(Her Majesty's Theatre)                                                                    | 9月15日11:00开场 |
| 第四版 | 541-545 | 2011年9月21日 | 2011年9月24日 | 澳大利亚布里斯班动力剧场(Powerhouse Theatre)                                                                           | 19:00开场；9月24日加演一场，开场时间14:00 |
| 第四版 | 546-549 | 2011年10月6日 | 2011年10月9日 | 澳大利亚墨尔本艺术中心(Arts Centre Melbourne )                                                                         | 20:00开场 |
| 第四版 | 张念骅饰马路 黄湘丽饰明明 张紫淇饰红红 寇智国饰牙刷 赵红薇饰莉莉 冯起龙饰经纪人和恋爱教授 刘畅饰黑子 王泷正饰大仙             | | | | |
| 第四版 | 550-551 | 2011年10月12日 | 2011年10月13日 | 珠海大会堂 | |
| 第四版 | 552 | 2011年10月14日 | 2011年10月14日 | 广州黄花岗剧院 | |
| 第四版 | 553 | 2011年10月17日 | 2011年10月17日 | 东莞常平大剧院 | |
| 第四版 | 554 | 2011年10月18日 | 2011年10月18日 | 深圳保利剧院 | |
| 第四版 | 555 | 2011年10月21日 | 2011年10月21日 | 佛山南海影剧院 | |
| 第四版 | 556-557 | 2011年10月25日 | 2011年10月26日 | 湖南大剧院（长沙） | |
| 第四版 | 558 | 2011年10月28日 | 2011年10月28日 | 西安高新都市之门千人会堂                                                                                               | |
| 第四版 | 559-568 | 2011年11月1日 | 2011年11月10日 | 国家大剧院小剧场 | |
| 第四版 | 569-586 | 2011年12月6日 | 2011年12月25日 | 北京蜂巢剧场 | 除周一；王予鑫、齐溪参与尾场谢幕 |
| 第五版 | 刘畅饰马路 黄湘丽饰明明 张紫淇饰红红 寇智国饰牙刷 徐一乔饰莉莉 任悦饰经纪人和恋爱教授 钟文斌饰黑子 冯起龙饰大仙               | 刘畅饰马路 黄湘丽饰明明 张紫淇饰红红 寇智国饰牙刷 徐一乔饰莉莉 任悦饰经纪人和恋爱教授 钟文斌饰黑子 冯起龙饰大仙        | 刘畅饰马路 黄湘丽饰明明 张紫淇饰红红 寇智国饰牙刷 徐一乔饰莉莉 任悦饰经纪人和恋爱教授 钟文斌饰黑子 冯起龙饰大仙        | 刘畅饰马路 黄湘丽饰明明 张紫淇饰红红 寇智国饰牙刷 徐一乔饰莉莉 任悦饰经纪人和恋爱教授 钟文斌饰黑子 冯起龙饰大仙        | 刘畅饰马路 黄湘丽饰明明 张紫淇饰红红 寇智国饰牙刷 徐一乔饰莉莉 任悦饰经纪人和恋爱教授 钟文斌饰黑子 冯起龙饰大仙 |
| 第五版 | 587-596 | 2012年3月8日 | 2012年3月18日 | 北京蜂巢剧场 | 除周一 |
| 第五版 | 597-598 | 2012年3月23日 | 2012年3月24日 | 广州友谊剧院 | |
| 第五版 | 599-601 | 2012年3月30日 | 2012年4月1日 | 深圳少年宫剧场 | |
| 第五版 | 602-603 | 2012年4月6日 | 2012年4月7日 | 贵州国际会议中心（贵阳）                                                                                               | |
| 第五版 | 604-605 | 2012年4月13日 | 2012年4月14日 | 湖北剧院（武汉） | |
| 第五版 | 606-607 | 2012年4月29日 | 2012年4月30日 | 西安人民剧院 | 20:00开场 |
| 第五版 | 608-609 | 2012年5月3日 | 2012年5月4日 | 甘肃大剧院（兰州） | |
| 第五版 | 610-633 | 2012年5月8日 | 2012年6月3日 | 北京蜂巢剧场 | 除周一 |
| 第五版 | 634-635 | 2012年6月9日 | 2012年6月10日 | 杭州大剧院 | |
| 第五版 | 636 | 2012年6月12日 | 2012年6月12日 | 台州椒江剧院 | |
| 第五版 | 637 | 2012年6月13日 | 2012年6月13日 | 温岭市行政中心大会堂                                                                                                   | |
| 第五版 | 638-639 | 2012年7月12日 | 2012年7月13日 | 四川省锦城艺术宫（成都）                                                                                               | |
| 第五版 | 640-641 | 2012年7月14日 | 2012年7月15日 | 重庆大剧院中剧场 | |
| 第五版 | 642-647 | 2012年8月7日 | 2012年8月12日 | 北京保利剧院 | 官方宣布为千场纪念；张念骅饰马路，郝蕾饰明明，孟京辉加盟所有场次演出，齐溪加盟首演、第五场和尾场演出，赵红薇和王泷正加盟首演和尾场演出，杨婷和李乃文加盟首演，段奕宏加盟第三场演出，齐溪参与第三场谢幕，郭涛加盟第四、五和尾场演出，王柠加盟尾场演出 |
| 第五版 | 648-652 | 2012年9月5日 | 2012年9月9日 | 上海大剧院中剧场 | |
| 第五版 | 653-657 | 2012年9月12日 | 2012年9月16日 | 上海大剧院中剧场 | |
| 第五版 | 658-659 | 2012年9月22日 | 2012年9月23日 | 昆明剧院 | |
| 第五版 | 660-661 | 2012年10月12日 | 2012年10月13日 | 太原青年宫演艺中心 | |
| 第五版 | 662-663 | 2012年10月20日 | 2012年10月21日 | 南宁剧场 | |
| 第五版 | 664-666 | 2012年11月23日 | 2012年11月25日 | 北京大学百周年纪念讲堂观众厅                                                                                           | 19:00开场 |
| 第五版 | 667-693 | 2012年12月11日 | 2013年1月6日 | 北京蜂巢剧场 | 除12月17日；12月21日23:30加演一场 |
| 第五版 | 694 | 2013年1月11日 | 2013年1月11日 | 丽水大剧院 | |
| 第五版 | 695 | 2013年1月12日 | 2013年1月12日 | 温州大剧院 | |
| 第五版 | 696-697 | 2013年1月15日 | 2013年1月16日 | 合肥大剧院 | |
| 第五版 | 698 | 2013年1月18日 | 2013年1月18日 | 马鞍山大剧院-歌剧厅 | |
| 第五版 | 699 | 2013年1月19日 | 2013年1月19日 | 泰州大剧院 | |
| 第五版 | 700 | 2013年1月20日 | 2013年1月20日 | 昆山文化艺术中心-大剧场                                                                                                | |
| 第五版 | 701-702 | 2013年1月21日 | 2013年1月22日 | 无锡大剧院 | |
| 第五版 | 703-704 | 2013年1月25日 | 2013年1月26日 | 重庆大剧院 | |
| 第五版 | 705 | 2013年1月29日 | 2013年1月29日 | 宜春市保利大剧院 | |
| 第五版 | 706 | 2013年1月30日 | 2013年1月30日 | 吉安市保利大剧院 | |
| 第五版 | 707-708 | 2013年2月1日 | 2013年2月2日 | 深圳保利剧院 | 20:00开场 |
| 第五版 | 709 | 2013年2月3日 | 2013年2月3日 | 惠州文化艺术中心歌剧院                                                                                                 | 20:00开场 |
| 第五版 | 710-711 | 2013年2月4日 | 2013年2月5日 | 东莞玉兰大剧院 | |
| 第五版 | 712-713 | 2013年2月6日 | 2013年2月7日 | 河南艺术中心（郑州）                                                                                                   | |
| 第五版 | 714-718 | 2013年3月8日 | 2013年3月12日 | 新西兰奥克兰大学梅德门特剧场(Maidment Theatre)                                                                         | 受奥克兰艺术节邀请；19:00开场 |
| 第五版 | 719 | 2013年3月26日 | 2013年3月26日 | 北京蜂巢剧场 | |
| 第五版 | 刘畅饰马路 黄湘丽饰明明 张紫淇饰红红 寇智国饰牙刷 毛雪雯饰莉莉 任悦饰经纪人和恋爱教授 钟文斌饰黑子 冯起龙饰大仙               | | | | |
| 第五版 | 720-742 | 2013年3月27日 | 2013年4月21日 | 北京蜂巢剧场 | 除周一 |
| 第五版 | 743-744 | 2013年4月26日 | 2013年4月27日 | 乌兰恰特大剧院 （呼和浩特）                                                                                            | |
| 第五版 | 745 | 2013年4月30日 | 2013年4月30日 | 烟台大剧院 | |
| 第五版 | 746-747 | 2013年5月1日 | 2013年5月2日 | 青岛大剧院 | |
| 第五版 | 748 | 2013年5月5日 | 2013年5月5日 | 鲅鱼圈保利大剧院（营口）                                                                                               | |
| 第五版 | 749-750 | 2013年5月7日 | 2013年5月8日 | 大连开发区大剧院 | |
| 第五版 | 751-752 | 2013年5月11日 | 2013年5月12日 | 常州大剧院大剧场 | |
| 第五版 | 753 | 2013年5月14日 | 2013年5月14日 | 常熟大剧院 | |
| 第五版 | 754 | 2013年5月16日 | 2013年5月16日 | 张家港保利大剧院 | |
| 第五版 | 755-756 | 2013年5月18日 | 2013年5月19日 | 武汉琴台大剧院 | |
| 第五版 | 757 | 2013年5月22日 | 2013年5月22日 | 邯郸保利大剧院 | |
| 第五版 | 刘畅饰马路 黄湘丽/刘润萱（9月13日起）饰明明 张紫淇饰红红 寇智国饰牙刷 毛雪雯饰莉莉 任悦饰经纪人和恋爱教授 钟文斌饰黑子 饰大仙 | | | | |
| 第五版 | 758-760 | 2013年7月26日 | 2013年7月28日 | 辽宁大剧院（沈阳） | |
| 第五版 | 761 | 2013年8月17日 | 2013年8月17日 | 中国国家话剧院 | 中国民生银行总行营业部民生财富俱乐部专场；齐溪饰明明 |
| 第五版 | 762-763 | 2013年8月30日 | 2013年8月31日 | 福建会堂（福州） | |
| 第五版 | 764-769 | 2013年9月3日 | 2013年9月8日 | 艺海剧院（上海） | |
| 第五版 | 770-801 | 2013年9月10日 | 2013年10月6日 | 北京蜂巢剧场 | 除周一；9月14日、9月15日、9月21日、9月22日、9月28日、9月29日、10月5日和10月6日各加演一场，开场时间14:30 |
| 第五版 | 刘畅饰马路 刘润萱饰明明 张紫淇饰红红 寇智国饰牙刷 毛雪雯饰莉莉 任悦饰经纪人和恋爱教授 钟文斌饰黑子 饰大仙                     | | | | |
| 第五版 | 802-852 | 2013年12月3日 | 2014年1月19日 | 北京蜂巢剧场 | 除12月9日、12月16日、12月30日、1月6日和1月13日；12月7日、12月14日、12月21日、12月28日、1月4日、1月11日和1月18日各加演一场，开场时间14:30；12月31日加演一场，开场时间23:00                                                                            |
| 第五版 | 853-854 | 2014年2月14日 | 2014年2月15日 | 昆明剧院 | 20:00开场 |
| 第五版 | 855-869 | 2014年2月26日 | 2014年3月13日 | 国家大剧院小剧场 | 除3月10日 |
| 第五版 | 870-894 | 2014年3月19日 | 2014年4月20日 | 艺海剧院小剧场（上海）                                                                                                 | 除周二及3月24日、3月30日、4月7日和4月14日 |
| 第五版 | 895-900 | 2014年4月23日 | 2014年4月27日 | 深圳市少年宫剧场 | 20:00开场；4月26日加演一场，开场时间14:30 |
| 第五版 | 901-928 | 2014年4月29日 | 2014年5月25日 | 北京蜂巢剧场 | 除周一；5月3日、5月10日、5月17日和5月24日各加演一场，开场时间14:30 |
| 第五版 | 929-930 | 2014年5月27日 | 2014年5月28日 | 中国人民大学如论讲堂                                                                                                   | |
| 第五版 | 931-933 | 2014年5月30日 | 2014年6月1日 | 清华大学新清华学堂 | |
| 第五版 | 934-935 | 2014年6月6日 | 2014年6月7日 | 山东省会大剧院歌剧厅                                                                                                   | |
| 第五版 | 936-937 | 2014年6月10日 | 2014年6月11日 | 杭州红星剧院 | |
| 第五版 | 938-940 | 2014年6月13日 | 2014年6月15日 | 北京大学百周年纪念讲堂观众厅                                                                                           | 19:00开场 |
| 第五版 | 941-959 | 2014年7月5日 | 2014年7月23日 | 法国阿维尼翁德拉萨勒戏剧学院庭院剧场(Théâtre du Préau, Collège de la Salle)                                            | 参演阿维尼翁戏剧节；15:25开场；缩编版，时长70分钟 |
| 第五版 | 960-961 | 2014年8月22日 | 2014年8月23日 | 湖南大剧院（长沙） | 20:00开场 |
| 第五版 | 962 | 2014年8月24日 | 2014年8月24日 | 岳阳文化艺术会展中心大剧场                                                                                             | 20:00开场 |
| 第五版 | 刘畅饰马路 刘润萱饰明明 张紫淇饰红红 寇智国饰牙刷 毛雪雯饰莉莉 罗丹饰经纪人 钟文斌饰黑子 朱金樑饰恋爱教授和大仙                     | | | | |
| 第五版 | 963-982 | 2014年9月3日 | 2014年9月28日 | 艺海剧院-先锋剧场（上海）                                                                                              | 除周一和周二 |
| 第五版 | 992 | 2014年10月17日 | 2014年10月18日 | 意大利都灵省蒙卡列里利莫内戏剧铸造厂(Fonderie Teatrali Limone)                                                         | 20:45开场 |
| 第五版 | 994 | 2014年10月17日 | 2014年10月18日 | 意大利都灵省蒙卡列里利莫内戏剧铸造厂(Fonderie Teatrali Limone)                                                         | 20:45开场 |
| 第五版 | 996-997 | 2014年10月21日 | 2014年10月22日 | 意大利热那亚省热那亚宫廷剧院-热那亚公立剧院(Teatro Della Corte - Teatro Stabile di Genova)                             | 20:30开场 |
| 第五版 | 1001 | 2014年10月25日 | 2014年10月26日 | 意大利那不勒斯省那不勒斯那不勒斯公立剧院（马卡丹特剧院）(Teatro Stabile di Napoli (Teatro Mercadante))                 | 首场开场时间20:30；尾场开场时间17:30 |
| 第五版 | 1003 | 2014年10月25日 | 2014年10月26日 | 意大利那不勒斯省那不勒斯那不勒斯公立剧院（马卡丹特剧院）(Teatro Stabile di Napoli (Teatro Mercadante))                 | 首场开场时间20:30；尾场开场时间17:30 |
| 第五版 | 1008 | 2014年11月1日 | 2014年11月1日 | 广州友谊剧院 | 20:00开场 |
| 第五版 | 1012-1014 | 2014年11月4日 | 2014年11月8日 | 深圳市少年宫剧场 | 20:00开场；11月8日加演一场，开场时间14:30 |
| 第五版 | 1016-1017 | 2014年11月4日 | 2014年11月8日 | 深圳市少年宫剧场 | 20:00开场；11月8日加演一场，开场时间14:30 |
| 第五版 | 1019 | 2014年11月4日 | 2014年11月8日 | 深圳市少年宫剧场 | 20:00开场；11月8日加演一场，开场时间14:30 |
| 第五版 | 1022 | 2014年11月11日 | 2014年11月12日 | 合肥大剧院 | |
| 第五版 | 1024 | 2014年11月11日 | 2014年11月12日 | 合肥大剧院 | |
| 第六版 | 任悦饰马路 麦子饰明明 丁韶仪饰红红 尚文答饰牙刷 蔡舒婕饰莉莉 杨小兰饰经纪人 肖鼎臣饰黑子 邴川饰恋爱教授 冯朔饰大仙            | 任悦饰马路 麦子饰明明 丁韶仪饰红红 尚文答饰牙刷 蔡舒婕饰莉莉 杨小兰饰经纪人 肖鼎臣饰黑子 邴川饰恋爱教授 冯朔饰大仙     | 任悦饰马路 麦子饰明明 丁韶仪饰红红 尚文答饰牙刷 蔡舒婕饰莉莉 杨小兰饰经纪人 肖鼎臣饰黑子 邴川饰恋爱教授 冯朔饰大仙     | 任悦饰马路 麦子饰明明 丁韶仪饰红红 尚文答饰牙刷 蔡舒婕饰莉莉 杨小兰饰经纪人 肖鼎臣饰黑子 邴川饰恋爱教授 冯朔饰大仙     | 任悦饰马路 麦子饰明明 丁韶仪饰红红 尚文答饰牙刷 蔡舒婕饰莉莉 杨小兰饰经纪人 肖鼎臣饰黑子 邴川饰恋爱教授 冯朔饰大仙 |
| 第六版 | 983-986 | 2014年10月10日 | 2014年10月12日 | 同济大学一·二九礼堂（上海）                                                                                            | New Polo新青年《恋爱的犀牛》全国高校公益巡演场次；19:00开场；10月12日加演一场，开场时间14:30 |
| 第六版 | 987 | 2014年10月13日 | 2014年10月13日 | 华东理工大学大礼堂（上海）                                                                                             | New Polo新青年《恋爱的犀牛》全国高校公益巡演场次；18:30开场 |
| 第六版 | 988 | 2014年10月14日 | 2014年10月14日 | 华东理工大学大学生活动中心剧场（上海）                                                                                 | New Polo新青年《恋爱的犀牛》全国高校公益巡演场次；18:30开场 |
| 第六版 | 989-990 | 2014年10月15日 | 2014年10月16日 | 上海大学伟长楼 | New Polo新青年《恋爱的犀牛》全国高校公益巡演场次；18:30开场 |
| 第六版 | 991 | 2014年10月17日 | 2014年10月18日 | 上海交通大学菁菁堂 | New Polo新青年《恋爱的犀牛》全国高校公益巡演场次；18:30开场 |
| 第六版 | 993 | 2014年10月17日 | 2014年10月18日 | 上海交通大学菁菁堂 | New Polo新青年《恋爱的犀牛》全国高校公益巡演场次；18:30开场 |
| 第六版 | 995 | 2014年10月21日 | 2014年10月21日 | 杭州师范大学钱江学院艺术中心1200座                                                                                     | New Polo新青年《恋爱的犀牛》全国高校公益巡演场次；18:30开场 |
| 第六版 | 998-999 | 2014年10月23日 | 2014年10月24日 | 浙江工商大学下沙校区学生活动中心剧院（杭州）                                                                           | New Polo新青年《恋爱的犀牛》全国高校公益巡演场次；18:30开场 |
| 第六版 | 1000 | 2014年10月25日 | 2014年10月25日 | 浙江大学紫金港校区小剧场（杭州）                                                                                       | New Polo新青年《恋爱的犀牛》全国高校公益巡演场次；18:30开场 |
| 第六版 | 1002 | 2014年10月26日 | 2014年10月26日 | 杭州电子科技大学学生活动中心                                                                                           | New Polo新青年《恋爱的犀牛》全国高校公益巡演场次；18:30开场 |
| 第六版 | 1004 | 2014年10月29日 | 2014年10月29日 | 南京大学仙林校区恩玲剧场                                                                                               | New Polo新青年《恋爱的犀牛》全国高校公益巡演场次 |
| 第六版 | 1005-1006 | 2014年10月30日 | 2014年10月31日 | 东南大学九龙湖校区焦延标剧场（南京）                                                                                   | New Polo新青年《恋爱的犀牛》全国高校公益巡演场次；19:00开场 |
| 第六版 | 1007 | 2014年11月1日 | 2014年11月2日 | 南京航空航天大学明故宫校区剧场                                                                                         | New Polo新青年《恋爱的犀牛》全国高校公益巡演场次；19:00开场；11月2日加演一场，开场时间14:00 |
| 第六版 | 1009-1010 | 2014年11月1日 | 2014年11月2日 | 南京航空航天大学明故宫校区剧场                                                                                         | New Polo新青年《恋爱的犀牛》全国高校公益巡演场次；19:00开场；11月2日加演一场，开场时间14:00 |
| 第六版 | 1011 | 2014年11月4日 | 2014年11月4日 | 武汉理工大学西院大礼堂                                                                                                 | New Polo新青年《恋爱的犀牛》全国高校公益巡演场次；19:00开场 |
| 第六版 | 1015 | 2014年11月7日 | 2014年11月8日 | 中南大学南校区大礼堂（长沙）                                                                                           | New Polo新青年《恋爱的犀牛》全国高校公益巡演场次；19:00开场 |
| 第六版 | 1018 | 2014年11月7日 | 2014年11月8日 | 中南大学南校区大礼堂（长沙）                                                                                           | New Polo新青年《恋爱的犀牛》全国高校公益巡演场次；19:00开场 |
| 第六版 | 1020 | 2014年11月9日 | 2014年11月9日 | 中南大学铁道校区大礼堂（长沙）                                                                                         | New Polo新青年《恋爱的犀牛》全国高校公益巡演场次；19:00开场 |
| 第六版 | 1021 | 2014年11月11日 | 2014年11月12日 | 湖南农业大学大礼堂（长沙）                                                                                             | New Polo新青年《恋爱的犀牛》全国高校公益巡演场次；19:00开场 |
| 第六版 | 1023 | 2014年11月11日 | 2014年11月12日 | 湖南农业大学大礼堂（长沙）                                                                                             | New Polo新青年《恋爱的犀牛》全国高校公益巡演场次；19:00开场 |
| 第六版 | 1025-1026 | 2014年11月13日 | 2014年11月14日 | 中南林业科技大学音乐厅（长沙）                                                                                         | New Polo新青年《恋爱的犀牛》全国高校公益巡演场次；19:00开场 |
| 第六版 | 1027-1028 | 2014年11月17日 | 2014年11月18日 | 深圳市福田文化馆•戏剧主题馆星空剧场                                                                                    | New Polo新青年《恋爱的犀牛》全国高校公益巡演场次 |
| 第六版 | 1029-1030 | 2014年11月20日 | 2014年11月21日 | 华南理工大学大学城校区学术大讲堂（广州）                                                                               | New Polo新青年《恋爱的犀牛》全国高校公益巡演场次 |
| 第六版 | 1031 | 2014年11月23日 | 2014年11月23日 | 暨南大学石牌校区大礼堂（广州）                                                                                         | New Polo新青年《恋爱的犀牛》全国高校公益巡演场次 |
| 第六版 | 1006-1010 | 2014年11月26日 | 2014年11月30日 | 北京保利剧院 | |
| 第六版 | 1011-1013 | 2014年12月12日 | 2014年12月14日 | 四川省锦城艺术宫（成都）                                                                                               | 12月13日 西安人民剧院？ |
| 第六版 | 1014-1015 | 2014年12月19日 | 2014年12月20日 | 重庆国泰艺术中心 | |

## 原声歌曲集
- 爱情不堪一击
- 吉他弹奏
- 柠檬
- 恋爱的犀牛
- 氧气
- 玻璃女人
- 给你的诗